# Vanterpoolia tsugae
Vanterpoolia tsugae är en svampart som beskrevs av A. Funk 1982. Vanterpoolia tsugae ingår i släktet Vanterpoolia, divisionen sporsäcksvampar och riket svampar.   Inga underarter finns listade i Catalogue of Life.